# Phú Quý (xã)
Phú Quý là một xã thuộc thị xã Cai Lậy, tỉnh Tiền Giang, Việt Nam.

## Địa lý
Xã Phú Quý nằm ở phía đông nam thị xã Cai Lậy, trung tâm xã cách thị xã Cai Lậy khoảng 11 km, có vị trí địa lý:
- Phía đông và phía bắc giáp xã Nhị Quý
- Phía tây giáp xã Long Khánh và huyện Cai Lậy
- Phía nam giáp huyện Cai Lậy.

Xã Phú Quý có diện tích 8,35 km², dân số năm 2013 là 6.405 người, mật độ dân số đạt 767 người/km².

## Hành chính
Xã Phú Quý được chia thành 4 ấp: Phú Hưng, Phú An, Phú Hòa, Phú Mỹ.

## Lịch sử
Trước tháng 12 năm 2013, xã Phú Quý thuộc huyện Cai Lậy.
Sau tháng 12 năm 2013, xã Phú Quý thuộc thị xã Cai Lậy

## Giao thông
Trên địa bàn xã có tuyến Huyện lộ 51 và Huyện lộ 54 đi ngang qua là tuyến giao thông huyết mạch nối liền trung tâm với các xã lân cận và Quốc lộ 1. 